# لين شوانغي
لين شوانغي (بالصينية: 林创益) (28 يناير 1993 بشانتو في الصين - ) هو لاعب كرة قدم صيني في مركز الهجوم. شارك مع منتخب الصين تحت 17 سنة لكرة القدم ومنتخب الصين تحت 20 سنة لكرة القدم. أما مع النوادي، فقد لعب مع نادي مجموعة شانغهاي الدولية للموانئ ونادي شانغهاي بودونغ لكرة القدم.

## وصلات خارجية
- لين شوانغي على موقع قاعدة بيانات كرة القدم.إي يو (الإنجليزية)
- لين شوانغي على موقع Soccerway.com (الإنجليزية)